# Cmentarz wojenny w Kurowie (województwo świętokrzyskie)
Cmentarz wojenny w Kurowie – zabytkowy cmentarz z okresu I wojny światowej znajdujący się w gminie Lipnik, w powiecie opatowskim. Usytuowany jest poza terenem wsi, około 800 metrów od drogi Lipnik-Klimontów.
Cmentarz miał kształt kwadratu o wymiarach około 55 m i powierzchni około 2000 m². Pierwotnie był otoczony wałem ziemnym oraz drutem na słupkach. Na cmentarzu jest pochowanych, według różnych źródeł, 14 lub 47 żołnierzy austriackich oraz 41 lub 45 rosyjskich. Na cmentarzu byli także pochowani polscy żołnierze I Brygady. Legioniści zostali ekshumowani i przeniesieni na cmentarz w Górach Pęchowskich.